# Tyta italica
Tyta italica är en fjärilsart som beskrevs av Fabricius 1781. Tyta italica ingår i släktet Tyta och familjen nattflyn. Inga underarter finns listade i Catalogue of Life.